# 尼基塔·维秋戈夫
尼基塔·基里洛维奇·维秋戈夫（俄语：Никита Кириллович Витюгов，1987年2月4日—），俄罗斯国际象棋棋手，国际象棋特级大师。
维秋戈夫作为俄罗斯国家队的成员获得了2009年、2013年两届世界国际象棋团体锦标赛金牌。此外，他还担任过参加世界冠军挑战者资格赛的彼得·斯维德勒的助手。维秋戈夫的最高等级分为2014年创下的2747分。